# Мориц I (граф Ольденбурга)
Мориц I (нем. Moritz I. von Oldenburg; 1155/60 — до 1209) — граф Ольденбурга с 1167 года. Сын графа Христиана I.

## Биография
В 1167 году Генрих Лев захватил Ольденбург и включил его в домен герцогства Саксония. Мориц воспитывался при дворе кёльнского архиепископа Филиппа I фон Хейнсберга и после совершеннолетия состоял у него на службе. В 1178 году архиепископ попытался восстановить Морица в его владениях, но безуспешно.
В 1180 году Мориц Ольденбургский принял участие в имперской войне против Генриха Льва и получил назад свои земли.
Враждовал с архиепископами Бремена, за что был отлучен от церкви и был вынужден признать себя их вассалом.
Морица подозревают в том, что по его приказу был убит его младший брат Христиан Крестоносец (1192 год), который возвращался из Третьего крестового похода и мог претендовать на часть родовых земель. По крайней мере, Мориц знал о предстоящем убийстве.
Начал строительство бургов, что вызвало восстания в Острингене и Рюстрингене.
В 1198 году поддержал Вельфов в их борьбе за германский престол.

## Семья
Жена — Саломея фон Хохштаден-Викрат, дочь графа Оттона II фон Викрат и его жены Адельгейды фон Хохштаден.
Дети (родились в период 1190—1205):
- Оттон I (ум. 1251), граф Ольденбурга
- Хедвига (ум. 1250) ∞ (до 1211) Хильдебольд II фон Роден, граф фон Лиммер (ум. 1228)
- Саломея (ум. 1264), с 1227 аббатиса в Бассуме
- Кунигунда, ∞ Гизельберт II фон Бронкхорст
- Христиан II (ум. 1233), граф Ольденбурга.